# 奥帕赫
奥帕赫（德語：Oppach），是德国萨克森州的市镇，隶属于格尔利茨县。总面积为7.99平方千米，截至2023年12月31日总人口为2,284人。